# Blackpink Arena Tour 2018
Blackpink Arena Tour 2018 là chuyến lưu diễn hòa nhạc đầu tiên của nhóm nhạc nữ Hàn Quốc Blackpink. Tour diễn được tổ chức tại Nhật Bản, từ ngày 24 tháng 7 đến 24 tháng 12 năm 2018, để quảng bá mini album tiếng Nhật đầu tiên Blackpink của nhóm.

## Bối cảnh
Để quảng bá mini album tiếng Nhật đầu tiên, Blackpink thông báo rằng nhóm sẽ tổ chức một tour concert ở Nhật Bản. Ban đầu là 6 buổi nhưng sau đó được thêm vào một buổi ở Chiba bởi vì nhu cầu quá lớn, tour chính thức bắt đầu vào ngày 24 tháng 7 tại Osaka. Vào ngày 7 tháng 7, điểm dừng cuối cùng của tour đã được vào ngày 24 tháng 12 tại Kyocera Dome Osaka như một món quà Giáng Sinh cho fan của nhóm, khiến nhóm trở thành nhóm nhạc nữ nước ngoài đầu tiên trình diễn tại sân vận dome ở Nhật Bản, sau khi ra mắt 1 năm 4 tháng. Nhóm bắt đầu chuyến lưu diễn đầu tiên tại Nhật Bản với tên "Blackpink Arena Tour 2018" tại Osaka vào ngày 24-25 tháng 7.

## Danh sách bài hát
1. "Ddu-Du-Ddu-Du"
2. "Forever Young"
3. "Whistle" (phiên bản acoustic)
4. "Stay" (phiên bản tiếng Nhật)
5. "Can't Take My Eyes Off You" (Frankie Valli Cover) (Jennie Solo)
6. "Solo" (Jennie solo) (chỉ biểu diễn tại show cuối cùng Kyocera Dome Osaka)
7. "Eyes Closed" (Halsey Cover) /"Eyes, Nose, Lips" (Taeyang Cover) (Rose Solo)
8. "Lemon" / "Faded" / "Attention" (Lisa Solo)
9. "Sakurairo Mau Koro" (Jisoo Solo)
10. "Yuki no Hana" (Jisoo solo) (chỉ biểu diễn tại show cuối cùng Kyocera Dome Osaka)
11. "Yoncé" (Beyonce Cover)
12. "So Hot" (Wonder Girls Cover) (THEBLACKLABEL Remix)
13. "See U Later"
14. "Really"
15. "Boombayah" (phiên bản tiếng Nhật)
16. "Playing With Fire" (phiên bản tiếng Nhật)
17. "As If It's Your Last" (phiên bản tiếng Nhật)

Encore
1. "Whistle" (phiên bản tiếng Nhật)
2. "Ddu-Du-Ddu-Du"

## Ngày
| Ngày                                | Thành phố                 | Quốc gia                  | Địa điểm                  | Khán giả                  |
| Blackpink Arena Tour 2018           | Blackpink Arena Tour 2018 | Blackpink Arena Tour 2018 | Blackpink Arena Tour 2018 | Blackpink Arena Tour 2018 |
| ----------------------------------- | ------------------------- | ------------------------- | ------------------------- | ------------------------- |
| 24 tháng 7 năm 2018                 | Osaka                     | Nhật Bản                  | Hội trường Osaka-jō       | 32.000                    |
| 25 tháng 7 năm 2018                 | Osaka                     | Nhật Bản                  | Hội trường Osaka-jō       | 32.000                    |
| 16 tháng 8 năm 2018                 | Fukuoka                   | Nhật Bản                  | Trung tâm Kokusai         | 24.000                    |
| 17 tháng 8 năm 2018                 | Fukuoka                   | Nhật Bản                  | Trung tâm Kokusai         | 24.000                    |
| 24 tháng 8 năm 2018                 | Chiba                     | Nhật Bản                  | Makuhari Messe            | 27.000                    |
| 25 tháng 8 năm 2018                 | Chiba                     | Nhật Bản                  | Makuhari Messe            | 27.000                    |
| 26 tháng 8 năm 2018                 | Chiba                     | Nhật Bản                  | Makuhari Messe            | 27.000                    |
| Special Final in Kyocera Dome Osaka |                           |                           |                           |                           |
| 24 tháng 12 năm 2018                | Osaka                     | Nhật Bản                  | Kyocera Dome Osaka        | 50.000                    |
| Tổng cộng                           | Tổng cộng                 | Tổng cộng                 | Tổng cộng                 | 125.000                   |

## Live album
Blackpink Arena Tour 2018 "Special Final in Kyocera Dome Osaka" (viết cách điệu là tất cả các chữ hoa) là album trực tiếp đầu tiên của nhóm nhạc Hàn Quốc Blackpink, phát hành vào ngày 22 tháng 3 năm 2019.

### Bối cảnh
Blackpink Arena Tour là concert Nhật Bản đầu tiên của nhóm bắt đầu vào tháng 7 năm 2018, đã đặt chân đến 3 thành phố tại Nhật và đã tổ chức tổng cộng 8 buổi concert, mang về tổng cộng 125.000 khán giả đến tham gia. Video album bao gồm các màn trình diễn live của show cuối cùng tại Osaka Dome vào ngày 24 tháng 12 năm 2018 với 50.000 fan tham dự. Album bao gồm "Boombayah", "Whistle", "Stay", "Playing with Fire", "As If It's Your Last" and "Ddu-Du Ddu-Du".
Album ban đầu dự định sẽ phát hành vào ngày 13 tháng 3 năm 2019, nhưng sau đó đã hoãn đến ngày 22 tháng 3.

### Danh sách bài hát
Từ Apple Music
1. DDU-DU DDU-DU (Phiên bản tiếng Nhật) [Live]
2. Forever Young (Phiên bản tiếng Nhật) [Live]
3. Whistle (Acoustic Version) [Phiên bản tiếng Nhật] {Live}
4. Stay (Phiên bản tiếng Nhật) [Live]
5. Let It Be / You & I / Only Look At Me (sân khấu solo của Rosé // Live)
6. Yujino Hana (sân khấu solo của Jisoo // Live)
7. Solo (sân khấu solo của Jennie  // Live)
8. Last Christmas / Rudolph the Red-Nosed Reindeer (Live)
9. Kiss and Make Up (BLACKPINK Only Version // Live)
10. So Hot (The Black Label Remix) [Live]
11. Really (Phiên bản tiếng Nhật) [Live]
12. See U Later (Phiên bản tiếng Nhật) [Live]
13. Boombayah (Phiên bản tiếng Nhật) [Live]
14. Playing with Fire (Phiên bản tiếng Nhật) [Live]
15. As If It's Your Last (Phiên bản tiếng Nhật) [Live]

## Các cá nhân
Blackpink
- Jisoo
- Jennie
- Rosé
- Lisa

Band
- Omar Dominick (Bass)
- Dante Jackson (Keyboard)
- Justin Lyons (Guitar)
- Bennie Rodgers II (Drums)